# Tito, Basilicata
Tito är en ort och kommun i provinsen Potenza i regionen Basilicata i Italien. Kommunen hade 7 355 invånare (2017).